# TUI Airways
Thomson Airways — найбільша в світі чартерна авіакомпанія здійснює регулярні та чартерні пасажирські перевезення з Великої Британії в аеропорти Європи, Африки, Азії і Північної Америки.
Компанія почала операційну діяльність 1 листопада 2008 року після злиття і подальшого ребрендингу двох британських перевізників — Thomsonfly і First Choice Airways. Штаб-квартира Thomson Airways знаходиться в лондонському аеропорту Лутон. У 2010 році послугами авіакомпанії скористалося понад 10,9 мільйонів осіб, за даним показником Thomson Airways займає третє місце серед британських авіаперевізників після EasyJet і British Airways.

## Історія
Історія Thomson Airways спочатку сходиться до трьом авіакомпаніям:
- Euravia — була заснована в січні 1962 року, в грудні 1964 перейменована в Britannia Airways[1], а в травні 2005 року — в Thomsonfly[2];
- Orion Airways — була заснована в 1979 році під назвою Horizon Holidays, пізніше придбана великою пивоварною компанією Bass Brewery і оператором готельних мереж InterContinental Hotels Group. У 1989 році була викуплена і об'єднана з Britannia Airways[3];
- Air 2000 — заснована у 1987 році. У 1998 поглинула іншого британського перевізника Leisure International Airways, а в 2004 році була перейменована в First Choice Airways.

Злиття транспортного підрозділу корпорації" TUI AG з керуючою компанією First Choice Holidays PLC у вересні 2007 року спричинило за собою об'єднання авіакомпаній First Choice Airways і Thomsonfly з подальшою інтеграцією операційної діяльності під єдиним сертифікатом експлуатанта компанії Thomsonfly. 1 листопада того ж року перевізник отримав нову назву Thomson Airways, ставши до того ж найбільшої в світі чартерної авіакомпанії.
У травні 2010 року Thomson Airways була названа найбільш пунктуальною чартерної авіакомпанії Великої Британії за результатами діяльності у 2008, 2009 і 2010 років.

## Пункти базування

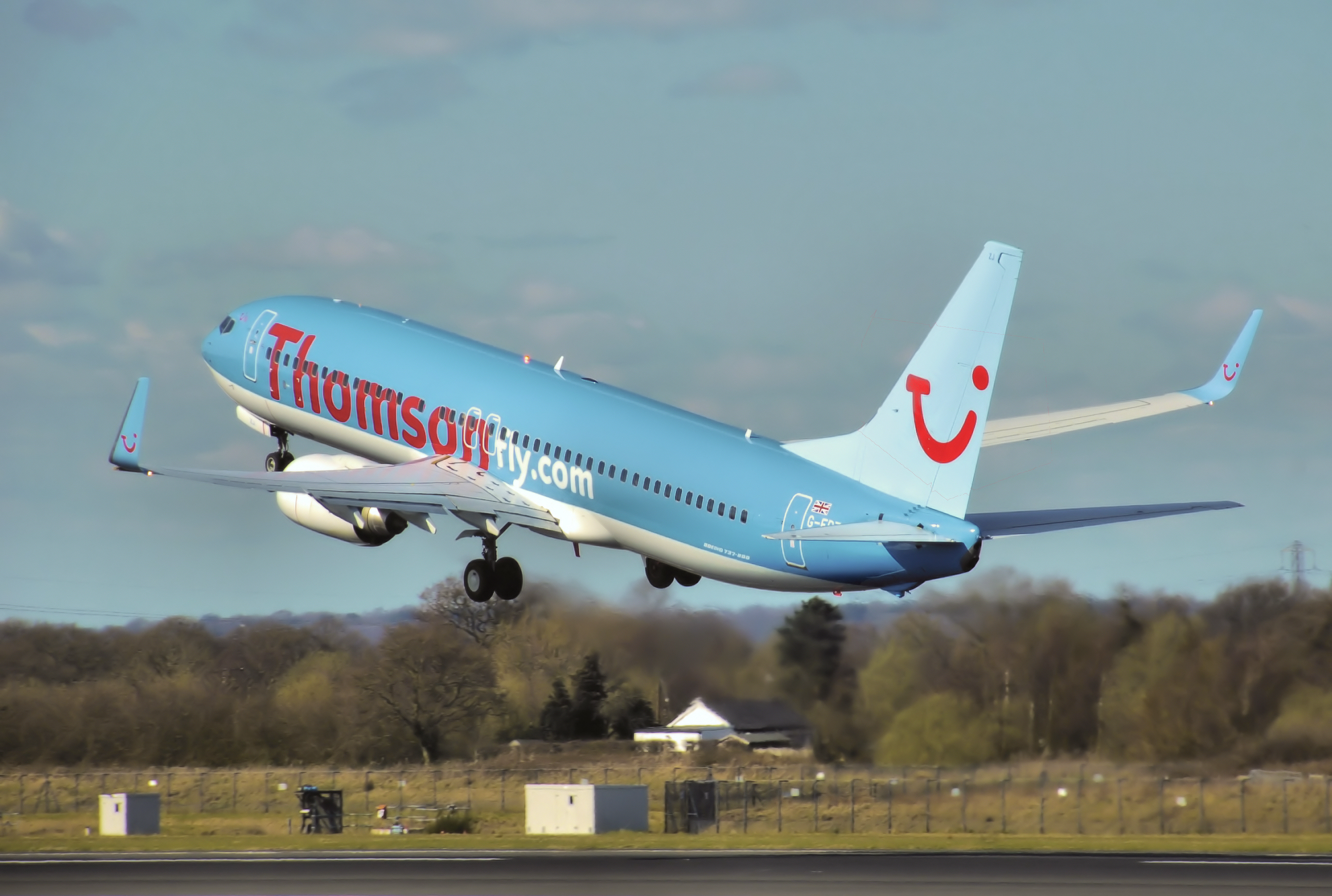
Boeing 737—800 авіакомпанії Thomson Airways в лівреї Thomsonfly на зльоті з аеропорту Манчестер, 2009 рік

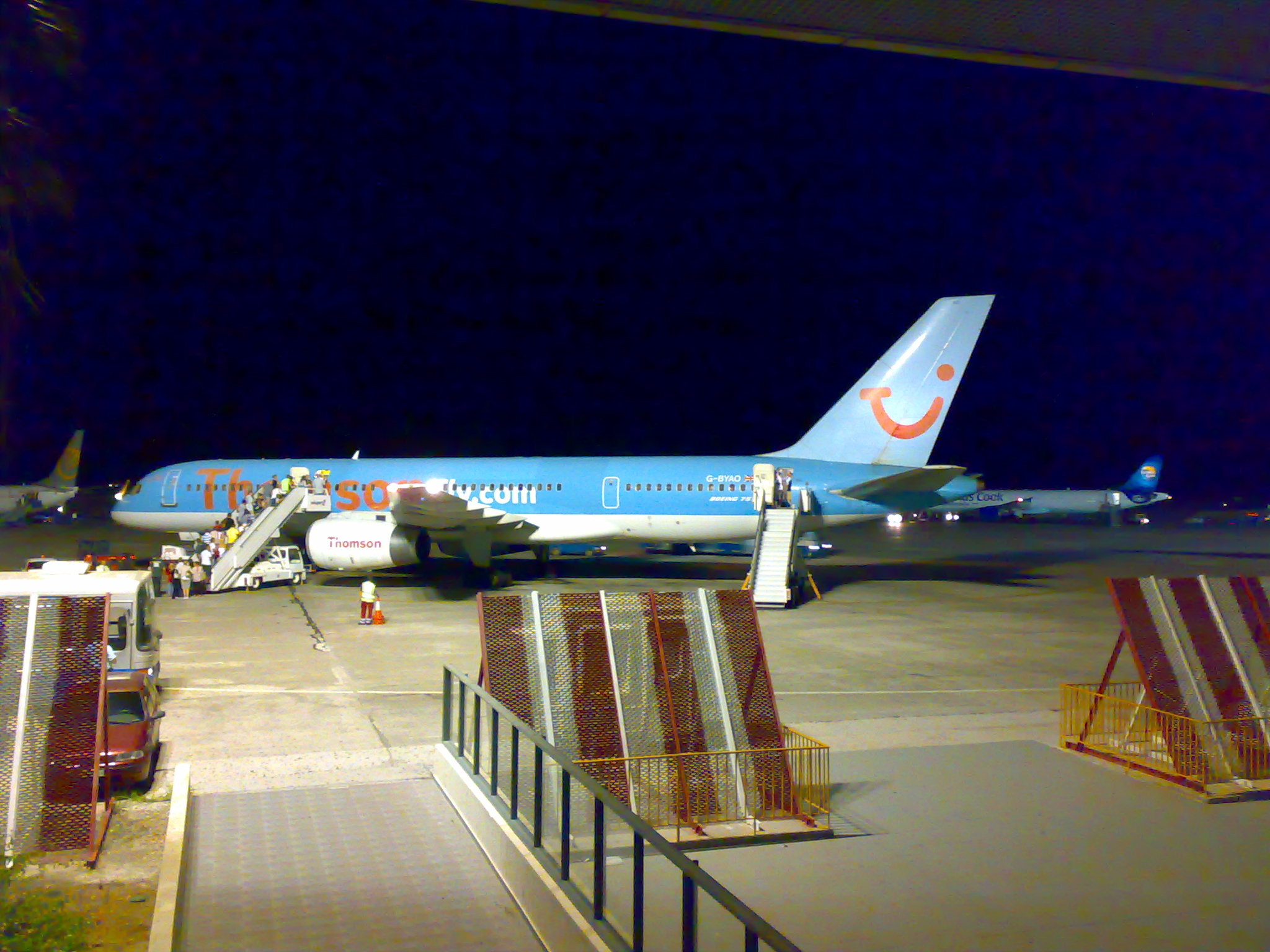
Boeing 757—200 авіакомпанії Thomson Airways в лівреї Thomsonfly в міжнародному аеропорту Родосу «Диагорас» (Греція), 2009 рік

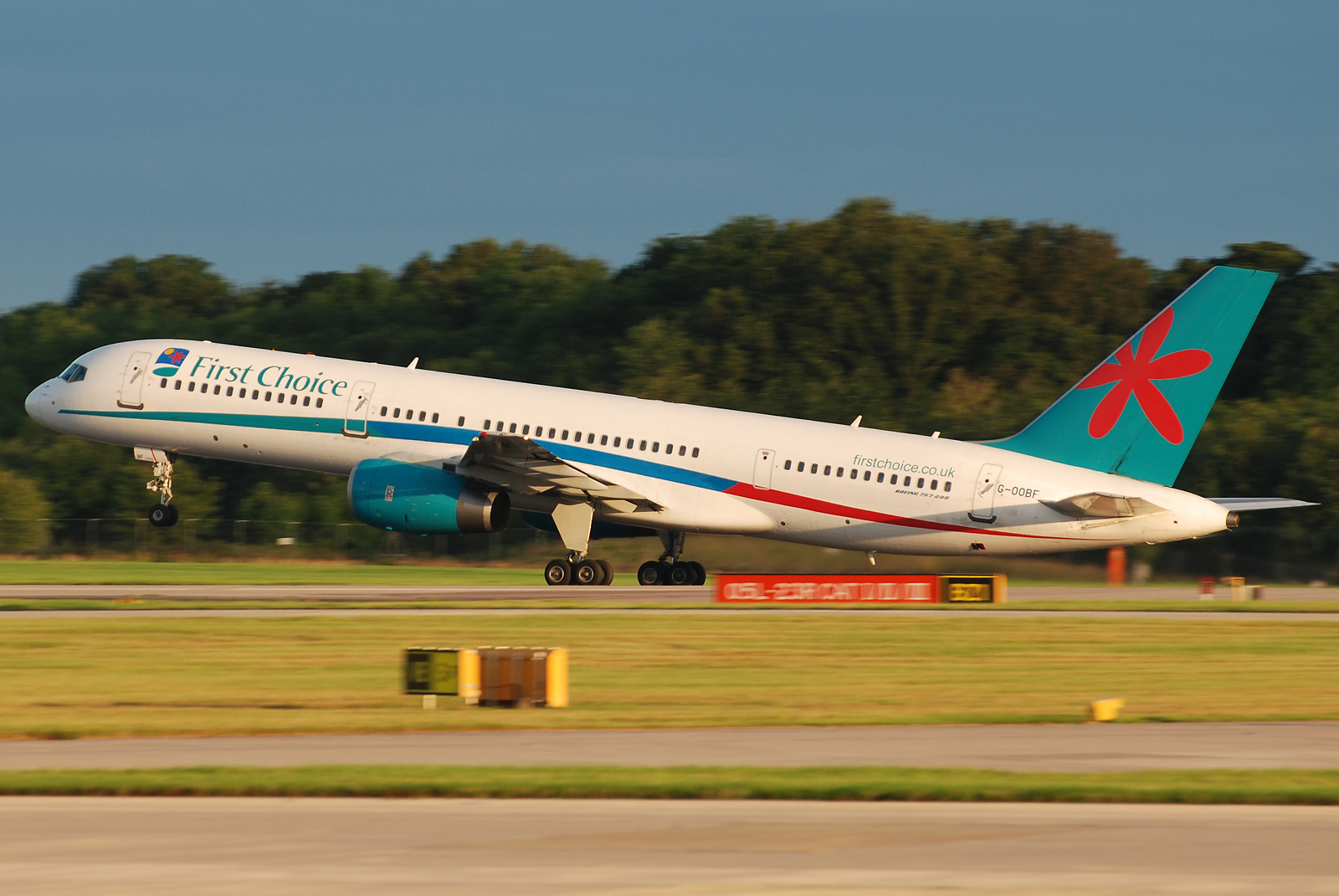
Boeing 757—200 авіакомпанії Thomson Airways в лівреї First Choice Airways на зльоті з аеропорту Манчестер, 2009 рік

В якості головних транзитних вузлів (хабів) Thomson Airways використовує аеропорт Гатвік, аеропорт Манчестер і міжнародний аеропорт Бірмінгем. Портом приписки авіакомпанії і її основною базою з технічного обслуговування і ремонту повітряних суден є лондонський аеропорт Лутон. Додаткові транзитні вузли перевізника знаходяться в аеропортах Белфаста, Борнмута, Брістоля, Кардіффа, Донкастер/Шеффілд, Дубліна, Східного Мідландса, Единбурга, Ексетера, Глазго, Станстеда, Манчестера і Ньюкасла.
У зимовий сезон В число вузлових пунктів компанії входять аеропорт Дарем «Долина Тиса», міжнародний аеропорт Лідс-Бредфорд і міжнародний аеропорт Норідж.

## Маршрутна мережа
Більшість регулярних рейсів авіакомпанії Thomson Airways здійснюються за довгостроковими угодами з туристичними операторами. На деякі з регулярних маршрутів відкрито продаж квитків без купівлі туру. Крім регулярних та чартерних маршрутів Thomson Airways щороку вводить сезонні рейси в ряд аеропортів курортних напрямків.

## Флот
Thomson Airways стала першою авіакомпанією Європи, що зробила замовлення на нові літаки Boeing 787 Dreamliner. У липні 2010 року керівництво перевізника оголосило про те, що введення даного типу в експлуатацію з січня 2010 року дозволить відкрити ряд далекомагістральних рейсів у тому числі з регіональних аеропортів Великої Британії таких, як Бристоль, Кардіфф, Донкастер/Шеффілд, Східний Мідлендс, Ексетер, Глазго та Ньюкасл.
Станом на червень 2011 року середній вік літаків Thomson Airways склав 11,1 років.
Флот на травень 2018:
| Тип               | В дії | Замовлено | Пасажирів | Пасажирів | Пасажирів | Примітки                      |
| Тип               | В дії | Замовлено | P         | Y         | Разом     | Примітки                      |
| ----------------- | ----- | --------- | --------- | --------- | --------- | ----------------------------- |
| Boeing 737—800    | 33    | —         | –         | 189       | 189       |                               |
| Boeing 737 MAX 10 | —     | 14        | TBA       | TBA       | TBA       |                               |
| Boeing 757—200    | 14    | —         | –         | 221       | 221       |                               |
| Boeing 757—200    | 14    | —         | –         | 223       | 223       |                               |
| Boeing 767-300ER  | 4     | —         | –         | 328       | 328       | Всі під орудою TUI fly Nordic |
| Boeing 787-8      | 8     | —         | 47        | 253       | 300       |                               |
| Boeing 787-9      | 4     | 3         | 63        | 282       | 345       | Доставка до червня 2020       |
| Разом             | 64    | 17        |           |           |           |                               |

## Сервіс в польоті і пасажирські салони

### Короткі і середньомагістральні рейси
На перельотах з коротким і більшості середніх дистанцій використовуються літаки з пасажирськими салонами з відстанню між рядами крісел, що становить 28-30 дюймів. Майже всі салони обладнані синіми шкіряними пасажирськими кріслами, телевізорами під стелею салону і персональними радіоточками з можливістю вибору одного з десяти каналів на вибір. Замовлені лайнери Boeing 737—800 комплектуються в рамках підписаного з компанією Panasonic сучасними телевізійними системами.
Персональні набори продаються за 2,5 євро. Під час польоту можна придбати напої і легкі закуски, за 48 годин до вильоту є можливість замовити окреме харчування.

### Далекомагістральні рейси
На перельотах на далекомагістральних напрямках використовуються літаки з пасажирськими салонами, відстань між рядами крісел в економічному класі яких становить 33 дюйми. Кожне пасажирське місце комплектується персональним 7-дюймовим телевізором, підключеним до бортової системи розваги, сервіс якої доступ за 5 євро на весь політ. На всіх далекомагістральних рейсах авіакомпанії пропонується безкоштовне гаряче харчування, за окрему плату можна придбати закуски, безалкогольні та алкогольні напої.
Відстань між рядами крісел у салонах преміум-класу на літаках Boeing 767 складає 36-37 дюймів, кожне пасажирське місце комплектується персональним 9-дюймовим моніторів системи розваги в польоті. Пасажирам преміум-класу безкоштовно пропонуються гаряче харчування, напої та персональні гігієнічні набори.

## Статистика
У 2012 році послугами авіакомпанії Thomson Airways скористалося 10,7 мільйонів чоловік, при цьому зниження пасажирського потоку в порівнянні з 2011 роком склало 3,1 %.

## Нагороди
- Most Punctual UK Charter Airline («Найбільш пунктуальна чартерна авіакомпанія Великої Британії») — літо 2009[19] і літо 2010[20]
- World's Best Leisure / Charter Airline 2010[21]
- Winner of a Mercury Award in 2010
- World's Best Leisure / Holiday Airline 2011 Skytrax.